# Warrego Valles
Le Warrego Valles sono una struttura geologica della superficie di Marte.